# 薩里夫·薩內
薩里夫·薩內（法語：Salif Sané）是塞內加爾的一位足球運動員，場上司職后卫，現時為自由球員。